# Jacobus Isaac Doedes
Jacobus Isaac Doedes auch: Jakob Izaak Doedes (* 20. November 1817 in Langerak; † 19. Dezember 1897 in Utrecht) war ein niederländischer reformierter Theologe.

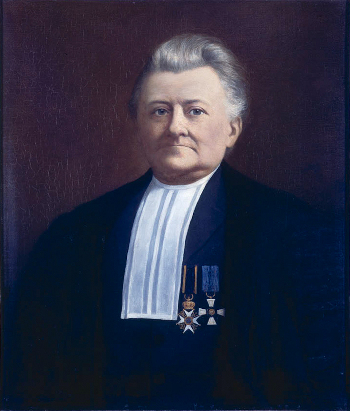
Jacobus Isaac Doedes

## Leben
Doedes stammte aus einer niederländischen Pfarrerfamilie. Bereits sein Großvater Jan Wijnand Doedes (* 4. Oktober 1756 in Utrecht; † 20. August 1829 in ‘s-Gravendeel) war Pfarrer in Haringvliet (1783–1787), Burgh (1787–1789) und 's-Gravendeel (1789–1827). Aus dessen Ehe mit Gualtherina Cornelia Kolff (* 29. März 1758 in Spijk; † 3. Februar 1838 in Medemblik), stammt sein Vater Gualterus Doedes (* 17. Dezember 1788 in Burgh (Schouwen); † 21. Januar 1859 in Haarlem), welcher nach einem Studium 1812 an der Universität Utrecht, dort am 21. März 1816 Femmetje (Teuntje) van Goudoever (* 1786 in Utrecht; † 17. Februar 1826 in Medemblik), die Tochter des Jacobus van Goudoever (* um 1747; † 5. November 1823 in Utrecht) und der Magdalena van Daalen (* um 1756; † 7. Januar 1844 in Utrecht), heiratete und am 21. April 1816 Pfarrer in Langerak wurde. 1820 wechselte er als Pfarrer nach Grootebroek und 1822 nach Medemblik. 
Aus der Ehe seiner Eltern stammen sieben Kinder, wovon drei in früher Kindheit starben. Jacobus Isaac Doedes wurde als erster Sohn der Familie geboren. Sein Vater, der sich auch durch die Publikation von einigen Leereden hervortat, scheint prägenden Einfluss auf seinen Sohn gehabt zu haben. Da er die Mutter bereits im Alter von acht Jahren verlor, heiratete der Vater am 26. Oktober 1827 in Amsterdam Maria Cornelia Blok (* 11. Oktober 1797 in Enkhuizen; † 12. Juni 1834 in Medemblik), die Tochter des Kommissars bei der Marine in Amsterdam Andries Roelof Blok (* 16. März 1770 in Enkhuizen; † 1. Dezember 1846 in Purmerend) und dessen Frau Alida Spanjaard (* 31. August 1767 in Medemblik; † 7. Oktober 1846 in Purmerend). Bei seinen Stiefgroßeltern wohnend, besuchte er 1830 die Lateinschule in Amsterdam und immatrikulierte sich am 12. Juni 1834 als Gymnasio Amstelodamensi magna cum laude dimissus an der Universität Utrecht.
Ein Studium der theologischen Wissenschaften folgend, besuchte er die Vorlesungen zur Exegese des Alten und Neuen Testaments, der Hermeneutik und natürliche Theologie bei Hermannus Bouman, die über Kirchengeschichte und Ethik bei Herman Johan Royaards und über Dogmatik, sowie praktische Theologie bei Henricus Egbertus Vinke. Am 16. Juni 1841 promovierte er mit der theologischen Abhandlung de Jesu in vitam reditu zum Doktor der Theologie. Am 5. August 1841 bestand Doedes bei der Provinzialkirchenbehörde von Overijssel sein Examen zur Zulassung zum Pfarrberuf und bewarb sich mit einigen Gastpredigten bei verschiedenen Gemeinden. Am 13. Februar 1843 erhielt er eine Berufung als Pfarrer des kleinen Dörfchens Hall, wo er am 9. Juli 1843 mit einer Predigt über den Brief des Paulus an die Epheser (Kapitel 1, Vers 16–20) sein Amt begann. Während seiner Zeit in Hall erhielt er eine Auszeichnung der Teyler Gesellschaft, wegen seiner ausgearbeiteten Verhandlung über die Textkritik der Schriften des Neuen Verbunds und begann mit seinem Studienfreund Johannes Jacobus van Oosterzee ab 1845 die Herausgabe der Jaarboeken voor wetenschappelijke theologie, welche Arbeit er bis 1854 fortsetzte. Nachdem er durch die Veröffentlichung einiger Schriften und als orthodoxen Streittheologe sich einen Namen gemacht hatte, war man auf ihn in der Rotterdamer Gemeinde aufmerksam geworden. Von dort erhielt er im März 1847 eine Berufung als Pfarrer. Daher verabschiedete sich Doedes von seiner Gemeinde in Hall am 22. August 1847 mit einer Abschiedspredigt über den 2. Brief des Paulus an die Thessalonicher (II:11a) und begann am 5. September 1847 mit einer Anzugspredigt über den 1. Brief des Johannes (II:12b) sein ihm übertragenes Amt. 
1852 beteiligte sich Doedes an der Gründung der Vereinigung Niederländischer Reformierter Prediger, welche sich die Förderung christlich-nationaler und kirchlicher Interessen zur Aufgabe machte. Für die Schrift der Vereinigung Ernst en Vrede leitete er die Redaktion bis 1857. Die Vereinigung löste sich allerdings 1859 auf. Er beteiligte sich auch an der Aprilbewegung von 1853, welcher sich einer bischöflichen Hierarchie in den Niederlanden entgegenstellte. Neben der Tätigkeit in seiner Gemeinde, widersetzte er sich vehement den modernen Strömungen in der Theologie und setzte sich als Mitglied bei Synoden für die Bewahrung der Tradition der Kirche ein. Am 13. April 1859 wurde er zum Professor der Theologie an die Utrechter Hochschule berufen. Daher nahm er von der Rotterdamer Gemeinde am 19. Juni 1859 mit einer Predigt über den Brief des Paulus an die Kolosser Abschied und übernahm das Utrechter Lehramt am 22. Juni 1859 mit der Rede de critica studiose a theologis exercenda. Doedes gab hier Vorlesungen zur Exegese des Neuen Testaments, Hermeneutik und Kritik, natürlichen Theologie und theologischen Enzyklopädie. 1877 wurde sein Lehrauftrag geändert in theologische Enzyklopädie, Kirchengeschichte und Auslegung des Neuen Testaments. Als Utrechter Hochschullehrer beteiligte er sich auch an den organisatorischen Aufgaben der Hochschule und war 1864/65 sowie 1873/74 Rektor der Alma Mater. Bei der Niederlegung der Rektorrate hielt er 1865 die lateinische Rede de libertate cum theologiae, tum etiam ecclesiae Christianae strenue vindicanda und 1874 die niederländische Rede De toepassing van de ontwikkelingstheorie, niet aan te bevelen voor de geschiedenis der godsdiensten. Am 13. Mai 1874 wurde er Ritter des Ordens vom niederländischen Löwen und wurde 1889 Ritter 3. Klasse des preußischen Kronenordens. Am 21. Juni 1888 hielt er seine letzte Vorlesung, wurde am 18. September 1888 emeritiert, blieb aber danach noch als Autor aktiv.

## Familie
Doedes war zwei Mal verheiratet. Seine erste Ehe schloss er am 29. Juni 1843 in Utrecht mit Wilhelmina Kemink (* 30. Mai 1821 in Utrecht; † 4. April 1862 ebenda), die Tochter des Buchdruckers Nicolaas Dirk Kemink (* 1791 in Utrecht; † 5. August 1859 ebenda) und dessen Frau Alida Margaretha Meijster (* um 1793 in Utrecht; † 12. Juli 1874 ebenda). Seine zweite Ehe ging er am 13. Dezember 1866 in Utrecht Catharina van Loenen (* 28. Februar 1815 in Harderwijk; † 27. September 1873 in Utrecht), die Witwe des Rektors Prof. Dr. Walrandus Cornelis Lodewijk Clarisse (* 14. April 1811 in Harderwijk; † 23. Dezember 1845 ebenda), sowie die Tochter des Mediziners und Bürgermeisters Johannes Jacobus van Loenen (* 10. September 1786 in Utrecht; † 19. Oktober 1864 in Harderwijk) und dessen Frau Wilhelmina Johanna van Guericke (* 15. Juni 1788 in Nijmegen; † 29. Mai 1830 in Harderwijk), ein. Aus erster Ehe stammen Kinder. Von diesen kennt man:
- Gualtherus Doedes (* 10. April 1845 in Hall (Brummen) bei Zutphen; † 31. Januar 1876 in Velzen) er wurde Pfarrer, verh. I. am 27. Oktober 1869 in Rotterdam mit Arijna Christina Swellengrebel (* 12. Februar 1845 in Rotterdam; † 4. März 1871 in Biesselinge); verh. II. am 15. April 1875 in Rotterdam mit Johanna Ketelaar (* 28. April 1851 in Rotterdam; † 20. Februar 1927 in Apeldoorn)
- Alida Margaretha Theodora Doedes (* um 1847; † 18. Juli 1919 in Utrecht)
- Maria Femina Doedes (* 9. Mai 1848 in Rotterdam; † 22. März 1936 in Utrecht)
- Nicolaas Dirk Doedes (* 9. Mai 1850 in Rotterdam; † 29. Juni 1906 in Utrecht) verh. 17. Mai 1877 in Haarlem mit Wilhelmina Johanna Josina Maria Clarisse (* um 1846 in Harderwijk);
- Hermanus Henricus Doedes (* 1852; † 23. Juli 1852 in Utrecht)
- Louise Doedes (* 5. Juli 1853 in Rotterdam; † 29. August 1854 in Utrecht)
- Jan Wijnand Doedes (* 25. April 1856 in Rotterdam; † 29. November 1856 ebenda)
- Hendrika Wilhelmina Doedes (* 28. August 1858 in Rotterdam; † 20. Januar 1859 ebenda)

## Werke
Doedes verfasste viele Aufsätze in den gelehrten Zeitschriften und Journalen seiner Zeit. Zudem sind auch eigenständige Druckwerke von ihm erschienen. 
- De opstanding van onzen Heer Jezus Christus, in hare zekerheid en belangrijkheid voorgesteld. Utrecht 1844
- Verhandeling over de Tekstkritiek des Nieuwen Verbonds. Haarlem 1844
- De leer van den Doop en het Avondmaal op nieuw onderzocht. Eerste stuck. Utrecht 1847
- Het recht des Christendoms tegenover de wijsbegeerte gehandhaafd. Utrecht 1847
- Aphorismen over de leer des Avondmaals. In: Jaarboeken voor wetenschappelijke theologie. 1848, VI, 1
- Exegetische studiën over 1. Petr. 3, 18-4, 6. In: Jaarboeken voor wetenschappelijke theologie. 1848, VI, 2
- Evangelienbode. Utrecht 1849–1855, 7. Jge., (5 Jg. Online)
- Preken. Utrecht 1844
- Twaalf Preken. Utrecht 1858, 1859
- Christus in al de Zijnen alles. Utrecht 1859
- De Allocutie van Paus Pius IX ter aankondiging van het herstel der Bisschopplijke hierarchie in de Nederlanden, mit eene historische toelichting. Utrecht 1853
- Godgeleerde stellingen over de leer der Ned. Hervormde Kerk. In: Jaarboeken voor wetenschappelijke theologie. 1851, IX, 3
- De Groninger School in haren strijd. Brief aan den Hoogl. Dr. P. Hofstede de Grot. Utrecht 1851, auch In: Jaarboeken voor wetenschappelijke theologie. 1851, IX, 3
- Drie brieven aan Dr. L. S. P. Meyboom. Utrecht 1852
- Eene vraag bij de kritiek der Evangelische wonderverhalen beantwoord. In: Nieuwe Jaarboeken voor wetenschappelijke theologie. I, 1958, S. 38–54
- Oratio de critica studiose a theologis exercenda. Utrecht 1859 (Online)
- Modern of Apostolisch Christendom? Utrecht 1860
- Handleitung beim Unterricht in der biblischen Geschichte. Kaiserslautern 1861
- De zoogenaamde Moderne Theologie eenigszins toegelicht. Utrecht 1861, englisch übersetzt in: The British and foreign Evangelical Review. 1862
- Oud en Nieuw! De leus der Christelijk-orthodoxe Theologie. Utrecht 1865
- Oratio de libertate cum theologiae, tum etiam ecclesiae christianae, strenue vindicanda. Utrecht 1865 (Online)
- Hermeneutiek voor de Schriften des Nieuwen Verbonds. Utrecht 1866, 1869, 1878, englisch Edinburg 1867
- De Heidelbergsche Catechismus in zijne eerste levensjaren 1563-1567. Utrecht 1867 (Online)
- Kerkelijke Bijdragen. 2. Bde. Utrecht 1870, Harderwijk 1871
- Inleiding tot de Leer van God. Utrecht 1870 (Online), 1880
- De Leer van God. Utrecht 1871
- Geschiedenis van de eerste uitgaven der Schriften des Nieuwen Verbonds in de Nederlandsche taal (1522,1523), volgens onlangs gevonden exemplaren thans vor he teerst beschreven. Utrecht 1872
- Nieuwe Bibliographisch-historische Ontdekkingen. Utrecht 1876
- Encyclopedie der christelijke Theologie. Utrecht 1876, 1883, englisch übersetzt: An Introduction to Theology. Edinburg 1896
- De Nederlandsche Geloofsbelijdenis en de Heidelbergsche Catechismus, als belijdenisschriften der nederlandsche Hervormde Kerk in de negentiende Eeuw. 2. Bde. I. De Nederl. Geloofsbel. Utrecht 1880, II. De Hedelbergsche Catechismus. Utrecht 1881
- Das Büchlein vom Brotbrechen. Gotha & Utrecht 1891
- Collectie van rariora. Inzonderheid godsdienst en theologie. Utrecht 1887, 1892
- Biografische Herinneringen. Utrecht 1894